# Summer Memories
Singles de Aya Kamiki
Kimi Sarishi Yuuwaku
(2008) Sekai wa Sore Demo Kawari wa Shinai
(2008)
Summer Memories est le 10e single d'Aya Kamiki et le 9e sorti sous le label GIZA studio le 6 août 2008 au Japon. Il arrive 35e à l'Oricon et reste classé 3 semaines pour un total de 5 469 exemplaires vendus.
Summer Memories se trouve sur la compilation Aya Kamiki Greatest Best et, sur l'album Are you happy now? avec I'm your side.

## Liste des titres
Toutes les paroles sont écrites par Aya Kamiki.
| 1. | Summer Memories                | Aika Ohno       | 5:37 |
| 2. | I'm your side                  | Hitoshi Okamoto | 3:21 |
| 3. | Summer Memories (Instrumental) | Aika Ohno       | 5:37 |

## Interprétation à la télévision
- Music Fighter (29 août 2008)